# Foyer (Molenbeek)

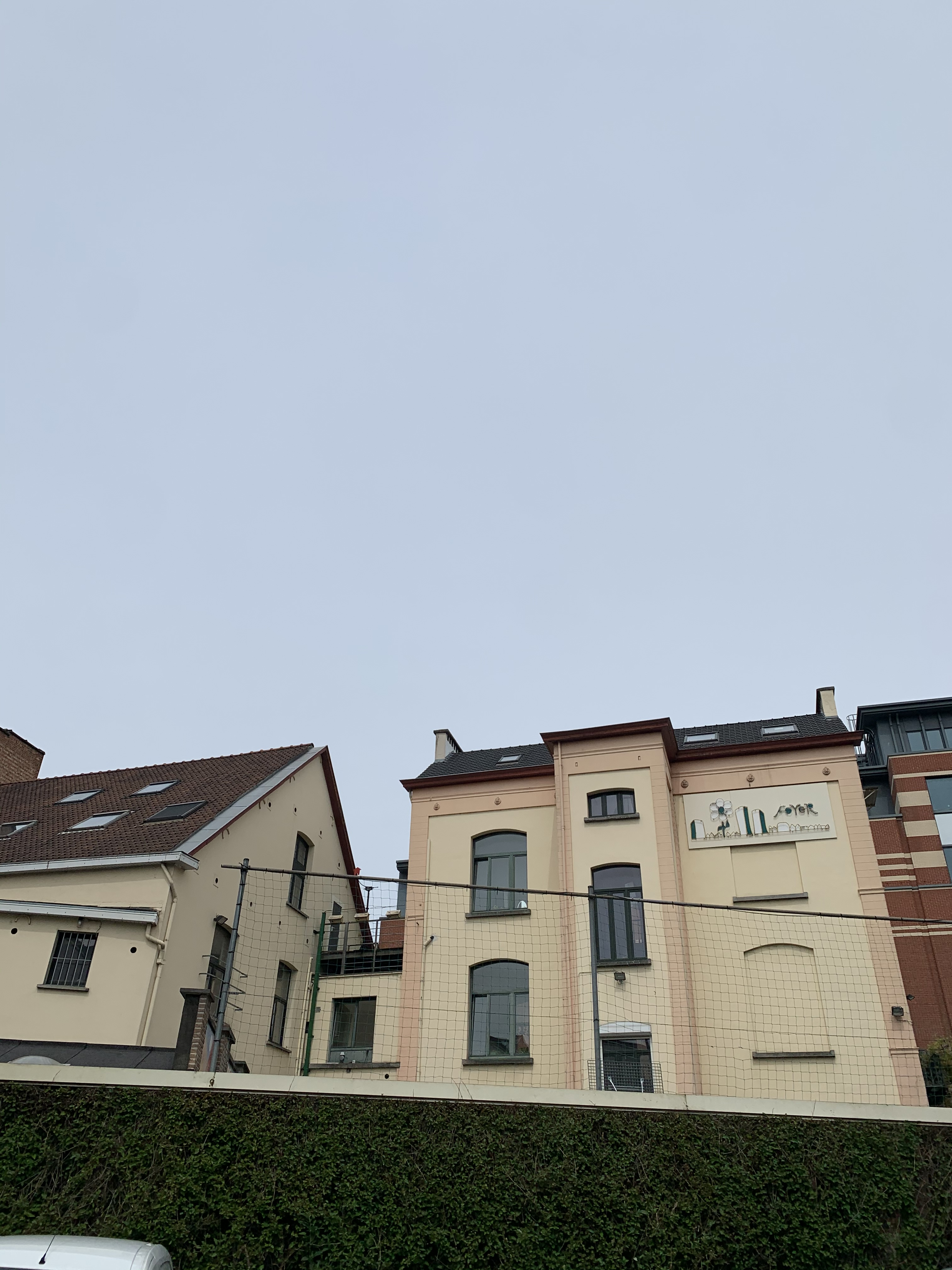
Het integratiecentrum, Foyer, in de werkhuizenstraat in Molenbeek

Het integratiecentrum de Foyer is een sociale organisatie gevestigd in Sint-Jans-Molenbeek. Een integratiecentrum heeft als doel het ondersteunen van het samenleven in diversiteit en het bevorderen van de toegankelijkheid van diensten en voorzieningen voor een divers publiek. De Foyer is oorspronkelijk ontstaan aan de Noordwijk in 1969, maar moest wegens de herinrichting van de wijk in 1974 verhuizen naar de Werkhuizenstraat in Sint-Jans-Molenbeek. Sinds 1989 is Loredana Marchi directrice en Johan Leman voorzitter. 
De Foyer groepeert verschillende werkingen, waaronder: de interculturele bemiddeling, het vrouwencentrum Dar Al Amal, dienst Roma en Woonwagenbewoners, Meertaligheid, atelier M en Wijkatelier, Brussels integratie door Sport, het Franstalige jeugdhuis Foyer de Jeunesse, jongerenwerking, Brussel in dialoog, consultatiebureau, juridische permanentie en het MigratieMuseumMigration. 

## Geschiedenis
De Foyer is ontstaan uit de bouwwoede van het zogenaamde Manhattanplan aan het noordstation in 1969 waar spiksplinternieuwe hoogbouwtorens de toenmalige Noordwijk vervingen. Het begon met de pastoor Paul Steels en een aantal vrijwilligers die een jeugdhuis wilden creëren. Al snel bloeiden hier een resem werkingen uit. De bouwwoede ging om . Met het jeugdhuis wilden ze alternatieve, sociale initiatieven starten die de Noordwijk weer wat mooier maakte. Al snel werd het een jeugdhuiswerking vol enthousiaste vrijwilligers.
In 1970 trokken kinderen en jongeren dagelijks naar De Foyer. Daar hadden ze hun eigen keuken, filmwerking én hun eigen zoo. De zoo van de Foyer had zelfs zijn eigen leeuw. Tegen het einde van de jaren 70 had de Foyer nood aan hervorming. Ze merkten op dat steeds meer en meer jongeren in de criminaliteit belandden. Ook bleven allochtone meisjes vanaf hun puberteit weg uit de Foyer. Door deze nieuwe veranderingen ging de Foyer hervormen. Zo ontstond er een tweede bloeiperiode, waaruit nog meer werkingen ontstonden, bijvoorbeeld de vrouwenwerking: Dar Al Amal. 
Door het steeds groter worden en de hoeveelheid werkingen die bleven toenemen is de Foyer geëvolueerd van een jeugdhuis naar een integratiecentrum, waar het de diversiteit in de samenleving wil ondersteunen en alle diensten voor iedereen toegankelijk maken.

## Werkingen
De werking die al bestaat sinds het prille begin is Foyer des Jeunes, een plek waar activiteiten voor kinderen van 8 tot jongvolwassenen van 25 jaar worden georganiseerd. Na de schooluren vangt de Foyer kinderen en jongeren op. Foyer des Jeunes biedt een globaal pedagogisch project aan, waar ze jongeren stimuleren hun identiteit en creativiteit te ontwikkelen. Ook is er een huiswerkklas en bieden ze creatieve workshops aan. 
De interculturele bemiddeling of ICB bestaat sinds 1992. Het ICB heeft de brugfunctie tussen zorgverleners en patiënten of cliënten met een migratieachtergrond. Cliënten kunnen dankzij het ICB rekenen op kwaliteitsvolle en toegankelijke zorg dankzij tolkdiensten, duiding en informatie. 
Het vrouwencentrum Dar al Amal of vertaald vanuit het Arabisch ‘het huis van de hoop’ is in 1981 ontstaan tijdens de tweede bloeiperiode van de Foyer. Kortweg is Dar al Amal een emancipatiehuis dat zich inzetten voor (kwetsbare) vrouwen ongeacht hun leeftijd, nationaliteit, cultuur of overtuigingen. 
De dienst Roma en Woonwagenbewoners van De Foyer is actief sinds 2003. Ze bieden steun voor Roma en woonwagenbewoners in heel het Brussels gewest. Door middel van oriëntatie en begeleiding bieden ze hulp aan Roma en woonwagenbewoners. Ze zetten vooral in op emancipatie, onderwijs, opleiding en tewerkstelling. 
Om de taaldiversiteit als een meerwaarde te benaderen binnen de maatschappij werd in 1980 de dienst Meertaligheid binnen de Foyer opgericht. De Foyer biedt met deze dienst een ruime expertise om kinderen meertalig op te voeden. Zo bieden ze hulp en steun via het Expertisecentrum partners in Meertaligheid voor gezinnen waar meerdere talen gesproken worden. 
Atelier M en Wijkatelier zijn plekken waar mannen terecht kunnen voor sociale, educatieve en culturele activiteiten. Het is een werking opgericht in 2016. Voor veel mannen is dit een ontmoetingsplek waar ze samen kunnen koken, sporten, naar een film kunnen kijken of debatteren met elkaar. Ondertussen is Wijkatelier al geëvolueerd tot een professioneel houtatelier waar men aan houtbewerking kan doen. Oorspronkelijk was de Wijkatelier enkel voor mannen, maar ondertussen zijn er ook al veel vrouwen die hun weg vinden naar het Wijkatelier om aan houtbewerking te doen. 
BIS of de Brusselse Integratie voor Sport is een organisatie die jongeren met een migratieachtergrond wil samenbrengen door te sporten. Voor velen begint het daar als een recreatieve sportbeoefening, maar vaak stromen ze door naar een echte ploeg of competities. Ondertussen zijn de vrouwenbasket-, mannenbasket- en atletiekploegen geëvolueerd tot eigen ploeg, maar ze blijven wel nauw samenwerken met de dienst BIS van de Foyer. Ook is er een cricket-, handbal- en badmintonploeg. 
De jongerenwerking is voor jongeren van 12 tot 20 jaar. De jongerenwerking wil door middel van vrijetijdsbesteding jongeren stimuleren om een actieve rol aan te nemen in de samenleving. Ze zetten in op hun identiteitsontwikkeling in de diverse stad Brussel. 
Brussel in dialoog startte in 2007 met ‘de dag van de dialoog in Brussel’. In 2013 werd dit project uitgebreid naar ‘de week van de dialoog in Brussel’. Brussel in dialoog wil mensen stimuleren om zich maatschappelijk te engageren. Vooral in de context van diversiteit wil het de burgers in dialoog laten gaan met elkaar. Door met elkaar kennis te maken, te praten over hun dromen en samen concrete acties te plannen, en dit allemaal rond een dialoogtafel. 
Het Consultatiebureau voor het Jonge Kind is een consultatiebureau van de Foyer, erkend door Kind & Gezin. Het consultatiebureau steunt ouders met de ontwikkeling en de gezondheid van hun kind, tot het kind drie jaar is. Een ervaren team zorgt voor een medisch onderzoek en volgt de evolutie in gewicht van het kind op. 
Het MigratieMuseumMigration bestaat sinds oktober 2019. Het is een museum dat een eerbetoon wil brengen aan de vele migranten die in Brussel leven. Het probeert je mee te nemen naar het verleden van de eerste gastarbeiders die naar Brussel emigreerde tot de dynamische samenleving van Brussel nu. 
Daarnaast biedt de Foyer ook juridische permanentie. Elke maandag staan ze klaar om alle vragen over vreemdelingenrecht te beantwoorden.